# Lars Gyllensten
Lars Johan Wiktor Gyllensten, född 12 november 1921 i Stockholm, död 25 maj 2006 i Stockholm, var en svensk författare, läkare och ledamot av Svenska Akademien.

## Biografi
Lars Gyllensten växte upp i en välbärgad familj i Stockholm. Fadern var en framgångsrik affärsman och i familjen fanns tre yngre systrar. Lars Gyllensten började 1928 i Engelbrekts Folkskola och studerade senare vid Norra Real i Stockholm. 1932 förlorade fadern sina tillgångar i Kreugerkraschen men tack vare sitt affärssinne kunde han reda upp situationen och familjen drabbades inte nämnvärt av händelsen. Gyllensten tog studentexamen 1940 och sökte därefter till Karolinska Institutet för att studera till läkare. Lars Gyllensten disputerade 1953 med en avhandling om brässen och sköldkörteln. Han var prosektor, sedermera biträdande professor, i histologi vid Karolinska institutet från 1955 till 1973, då han vid 52 års ålder blev författare på heltid.
Lars Gyllensten debuterade som författare på 1940-talet och blev en av sin generations mest aktade prosaister. Den 26 maj  1966 invaldes han som ledamot av Svenska Akademien på stol 14, och var dess ständige sekreterare 1977–1986, samt ledamot av dess Nobelkommitté 1968–1987. Från 1979 var han ledamot av Nobelstiftelsen, där han även var ordförande 1987–1993. Dessutom var Gyllensten hedersledamot av Vitterhetsakademien och ledamot av Kungliga Vetenskapsakademien från 1975. Bland offentliga uppdrag kan nämnas att han var styrelseledamot av Sveriges Radio från 1967, utsedd av Kungl. Majestät, och ledamot av styrelsen för Kungliga Dramatiska Teatern i tjugo år från 1970.
Lars Gyllensten lämnade Svenska Akademien 1989 sedan ledamöterna inte kunnat enas om att fördöma Ayatolla Khomeinis hot om att låta döda författaren Salman Rushdie. Det fanns emellertid även andra motiv bakom avhoppet. Redan hösten 1988 hade Gyllensten slutat att deltaga i sammankomsterna på grund av andra konflikter inom akademien.
I 1960-talets trolöshetsdebatt uttryckte Lars Gyllensten en genuin motvilja mot alla ideologier och utopier. Ideologisk övertygelse ledde enligt Gyllensten mänskligheten åt fel håll vilket föranledde honom att lansera "Tio budord – the new look". Det första budet löd "Du skall inga andra gudar ha än provisorier" och han förklarade vidare att "Varje gud, som inte är ett provisorium, är ett beläte – och du skall inte dyrka beläten, för då dyrkar du i själva verket dig själv och dina egna inbillningar och begrepp och blir en skrymtare eller en fähund eller en tyrann, allt efter din förmåga." Två andra bud var "Tänk på att andra mår lika väl av komfort som du själv" och "Många har det bättre än de förtjänar – hör du till dem, så dela med dig. Annars stjäl du".

## Författarskap
Gyllensten debuterade som författare med diktsamlingen Camera obscura år 1946,  tillsammans med Torgny Greitz under pseudonymen Jan Wictor.  Boken bemöttes först av många kritiker som ett seriöst menat verk, men när det avslöjades att den var ihopskriven på några timmar av två medicinarstudenter som en parodi på fyrtiotalismens modernistiska lyrik utbröt en kort men häftig debatt om substansen i denna genre. Den första boken i eget namn var Moderna myter (1949) som följdes av Det blå skeppet (1950) och Barnabok (1952).
Gyllensten ägnade hela sitt författarskap åt att behandla grundläggande livsfrågor. Han kallade själv sitt författarskap för "existentiell grundforskning" och hade Søren Kierkegaard som sin främsta och viktigaste förebild. Om honom skriver han bland annat i essäsamlingen Nihilistiskt credo (1964).
Trolösheten och skepsisen mot alla ideologier är temat för romaner som Sokrates död, novellerna i Desperados och essäerna i Nihilistiskt credo. Gyllensten utforskade de mänskliga livsvillkoren i rad filosofiska och experimentella böcker som Carnivora och Senilia. Verk som Kains memoarer, Lotus i Hades och Diarium spirituale karaktäriseras av collageartade prosafragment. Palatset i parken anknyter till Orfeus-myten och I skuggan av Don Juan till Don Juan-gestalten. I hans senare produktion finns även lättillgängligare verk, så som den avklarnade sagosamlingen Sju vise mästare om kärlek.
Gyllensten utgav år 2000 sina memoarer med titeln Minnen, bara minnen, som bland annat innehåller en del kritik mot Svenska Akademien och mot hans efterträdare som ständig sekreterare, Sture Allén. I artikeln Hur minns Lars Gyllensten? ifrågasatte senare Kjell Espmark Gyllenstens skildringar av dessa konflikter inom Akademien. Boken innehåller även uppmärksammade avsnitt om Harry Martinson, där Gyllensten bland annat avslöjade detaljer om Martinsons självmord och beskriver det som harakiri. Redan vid Martinsons död 1978 gick Gyllensten till angrepp mot den mobbning som han menade drabbade Martinson efter att denne tilldelats Nobelpriset i litteratur. Särskilt kritisk var Gyllensten mot Olof Lagercrantz.
Mot slutet av sitt liv utgav Gyllensten också boken Med andras ord, och egna, som innehöll citat från författare, teologer och forskare som påverkat honom. Gyllensten hade några valfrändskaper som han ständigt återvände till. Ofta var dessa författare kristna, trots att Gyllensten själv var ateist, där den viktigaste av dessa inspiratörer nog var Søren Kierkegaard.

## Samhällsdebattör
Lars Gyllensten debatterade gärna genom dagspressen och initierade under flera decennier ordväxlingar främst i bistånds-, miljö- och trafikfrågor. Han var uttalad motståndare till bilismen och körde själv inte bil. På 1960-talet kom Gyllensten med ett upprop till den svenska regeringen i biståndpolitiken i form av en underskriftskampanj, där akademiker förklarade sig villiga att avstå en del av lönen till förmån för ökat internationellt bistånd. I fråga om Vindelälvens utbyggnad var Gyllensten en stark motståndare till exploatering av älven, och han redovisade kraftfullt sina synpunkter i debatt med statsminister Olof Palme.

## Familj
Lars Gyllensten var son till disponent Carl Gyllensten (1890-1960) och Ingrid Gyllensten, född Rangström (1894-1987), som var syster till tonsättaren Ture Rangström. Han gifte sig 1946 med Inga-Lisa Hulthén (1921–2001). De fick en dotter  född 1953.

## Priser och utmärkelser
- 1953 – Boklotteriets stipendiat
- 1954 – Albert Bonniers stipendiefond för yngre och nyare författare
- 1957 – Boklotteriets stipendiat
- 1958 – Svenska Dagbladets litteraturpris
- 1961 – Litteraturfrämjandets stora romanpris
- 1964 – Doblougska priset
- 1966 – De Nios Stora Pris
- 1969 – Övralidspriset
- 1972 – Litteraturfrämjandets stora pris
- 1986 – Kellgrenpriset
- 1987 – Pilotpriset
- 1991 – Stiftelsen Selma Lagerlöfs litteraturpris
- 1991 – Harry Martinson-priset
- 1993 – Hedersdoktor vid Kungliga Tekniska högskolan[24]
- 1995 – Samfundet S:t Eriks plakett
- 1995 – Bernspriset